# Breviceps fuscus
Breviceps fuscus är en groddjursart som beskrevs av Hewitt 1925. Breviceps fuscus ingår i släktet Breviceps och familjen Brevicipitidae. IUCN kategoriserar arten globalt som livskraftig. Inga underarter finns listade. Om de känner sig hotade kan de blåsa upp sig själva med luft så att det blir för stora för att få ut ur de hålor de håller till i.